# Pelastoneurus maculatus
Pelastoneurus maculatus är en tvåvingeart som först beskrevs av Van Duzee 1929.  Pelastoneurus maculatus ingår i släktet Pelastoneurus och familjen styltflugor. Inga underarter finns listade i Catalogue of Life.